# Opernhaus Kiel

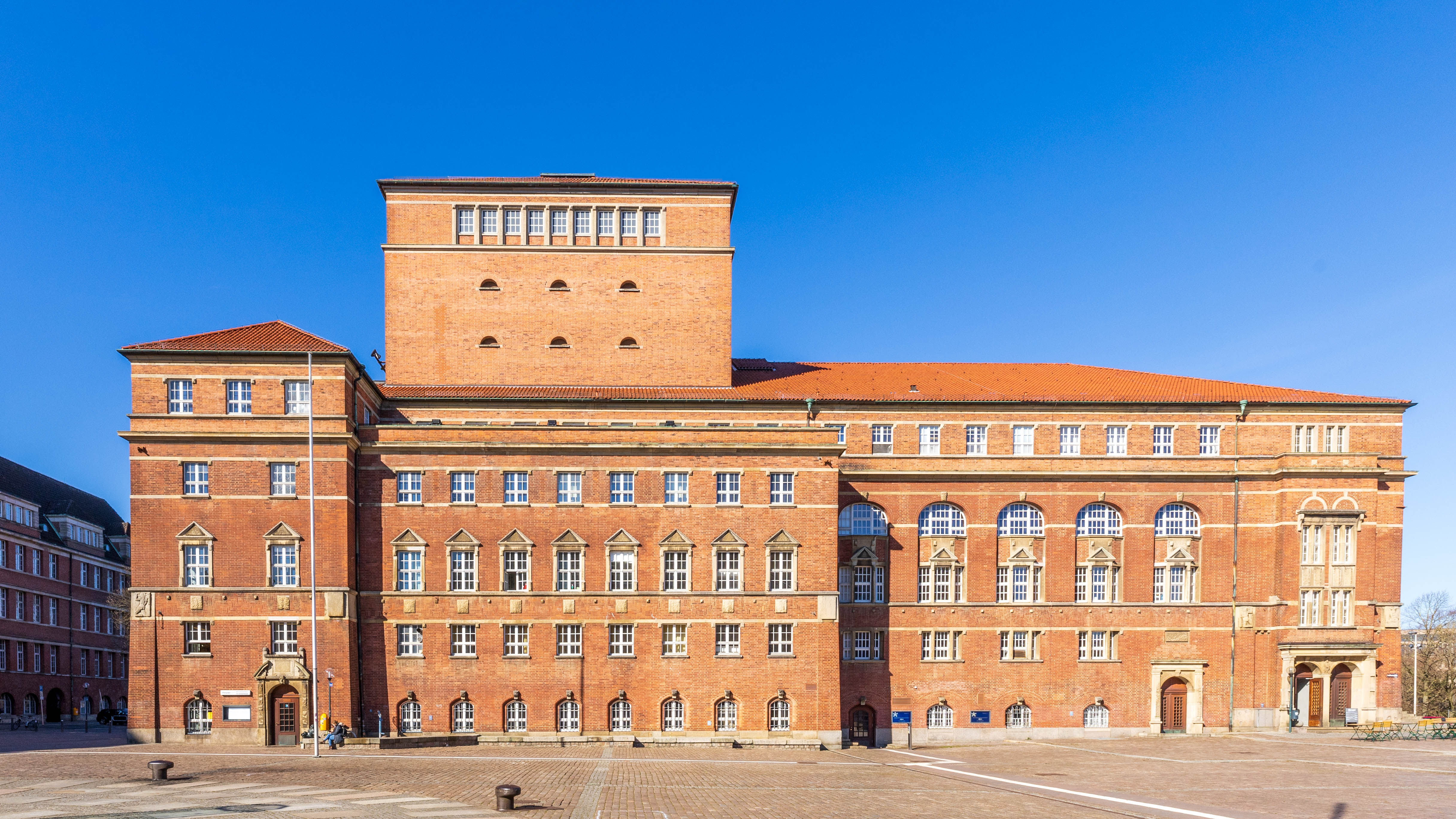
Opernhaus. Seitliche Ansicht. Aufnahme 2022

Das Opernhaus Kiel ist ein denkmalgeschütztes Gebäude in der Landeshauptstadt Schleswig-Holsteins und Spielstätte des Theaters Kiel.

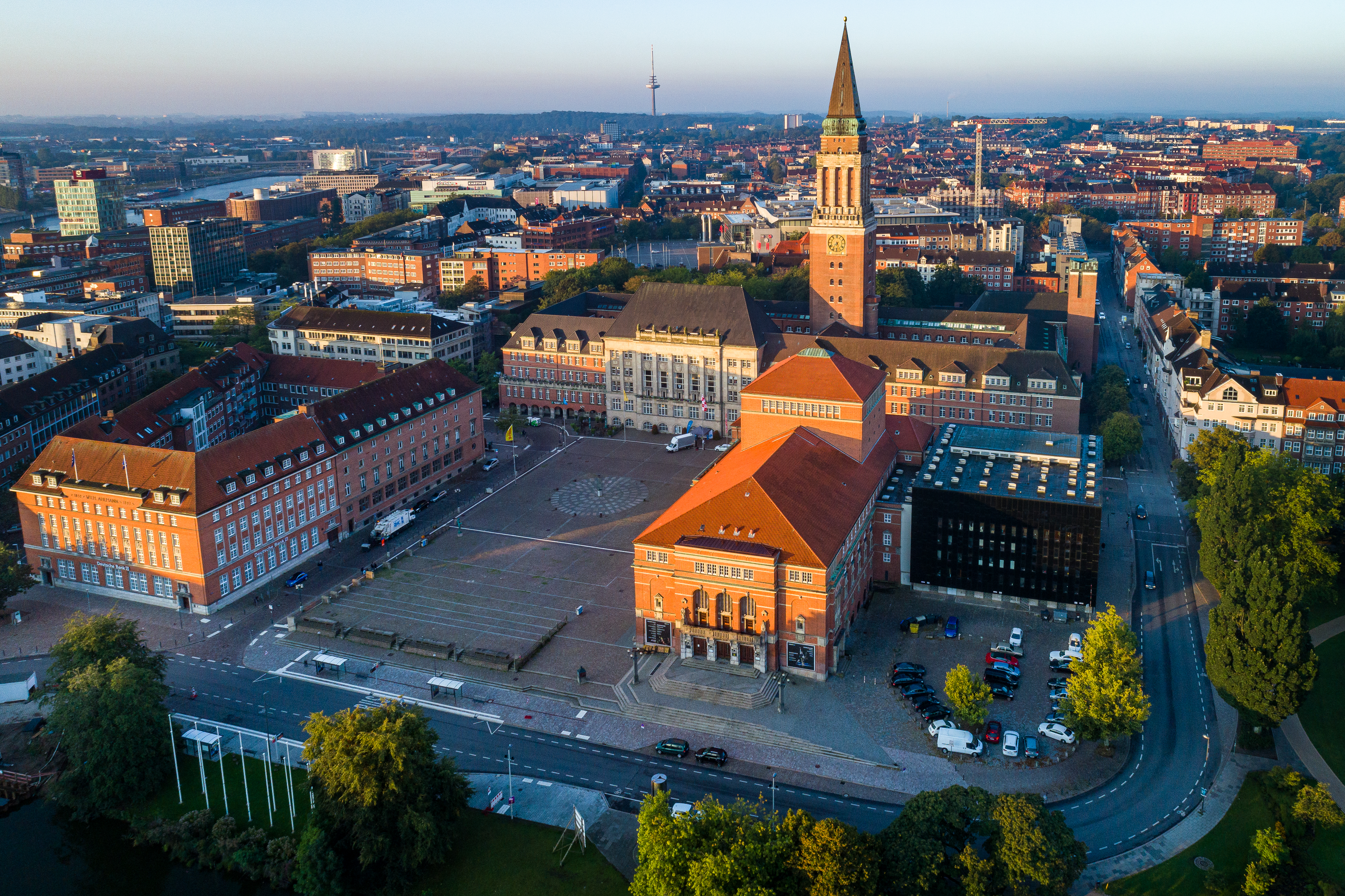
Das Kieler Rathaus ist durch den dominanten Rathausturm im oberen Bilddrittel gut zu erkennen, davor das Kieler Opernhaus und der Rathausplatz.

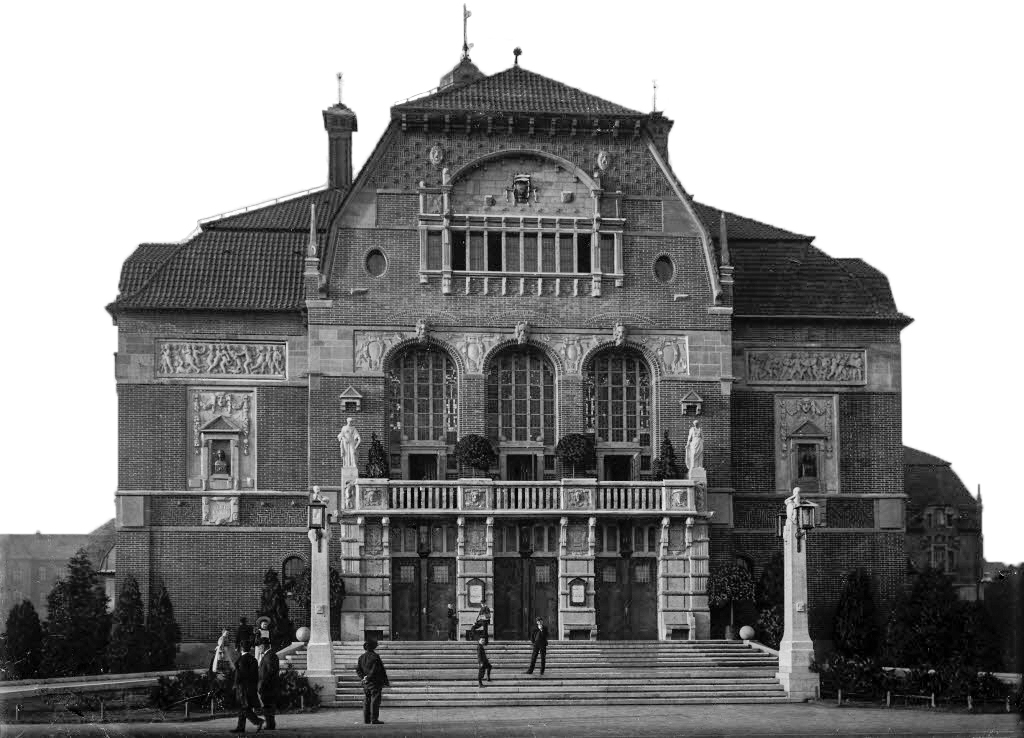
Front des Stadttheaters ca. 1908

## Geschichte
Nach einem 1898 ausgeschriebenen Architektenwettbewerb beauftragte der Kieler Magistrat den Berliner Architekten Heinrich Seeling 1902 mit dem Bau des Stadttheaters, einer Spielstätte für das Schauspiel und das Musiktheater. Die Durchführung des im Jugendstil gestalteten Backsteinbaus mit reicher Gliederung aus Sandstein und üppig modellierter Dachzone dauerte von 1905 bis 1907. Am 1. Oktober 1907 konnte das Theater am damaligen Neumarkt mit dem Vorspiel zum Parsifal, dem Prolog Der Kunst ein Haus und der Aufführung des Fidelio eingeweiht werden.
Während des Zweiten Weltkriegs zerstörten alliierte Luftangriffe am 13. Dezember 1943, 22. Mai 1944 und 24. Juli 1944 das Stadttheater schwer. Im Zuge der Zerstörung ging die innere Einrichtung im Jugendstil verloren. Der Wiederaufbau – unter Beibehaltung der Umfassungsmauern – erfolgte von 1950 bis 1953 unter der Leitung von Heinrich Hansen und Guido Widmann. Dabei wurden die Dachformen vereinfacht und das kubische Bühnenhaus neu gestaltet. Für die Innenausstattung zeichnete Werner Kallmorgen verantwortlich. Die Wiedereröffnung des Stadttheaters fand am 21. Juni 1953 anlässlich der Kieler Woche wiederum mit Fidelio statt. In der Zeit nach der Zerstörung bis zur Wiedereröffnung residierte das Stadttheater in einer Spielstätte an der Holtenauer Straße 103, in der sich heute das Schauspiel befindet. Im Opernhaus mit rund 820 Zuschauerplätzen steht heute eine Bühne mit 400 m2 Fläche und umfangreicher Bühnenmaschinerie für das Musiktheater und das Ballet Kiel zur Verfügung.
1972 begann der Umbau der zum Kleinen Kiel gerichteten Treppenanlage. Im selben Jahr wurde auch der Grundstein zur Errichtung des Betriebsgebäudes an der Ecke Rathausstraße/Fleethörn gelegt. Der vollständig schwarz verglaste Bau nach einem Entwurf von Werner Kallmorgen wirkt ohne erkennbaren Bezug zur Architektur des ursprünglichen Ensembles. Am 16. März 1993 wurde das Opernhaus als Kulturdenkmal von besonderer Bedeutung in das Denkmalbuch eingetragen.
Das Ballett Kiel wurde von 2001 bis 2010 von Mario Schröder als Ballettdirektor und Chefchoreograph geleitet, ab 2011 übernahmen Yaroslav Ivanenko und Heather Jurgensen die Ballettleitung. Von der Saison 2003/04 bis 2018/19 war Georg Fritzsch Generalmusikdirektor, seit der Spielzeit 2019/20 wird dieses Amt von Benjamin Reiners bekleidet, der gemeinsam mit Generalintendant Daniel Karasek die Künstlerische Leitung der Oper Kiel innehat. Seit 2019 ist Roland Schneider kaufmännischer Direktor (komm.) des Theater Kiel. Operndirektor Reinhard Linden ist seit Januar 2007 im Amt. Cordula Engelbert war ab August 2008 Chefdramaturgin und wurde 2020 von Ulrich Frey abgelöst. Zusammen mit dem Solistenensemble, dem Ballettensemble, dem Opern- und Extrachor, sowie dem Philharmonischen Orchester Kiel gestalten sie das Programm der Spielzeit.

## Intendanten seit 1963
- Seit 2007: Daniel Karasek
- 2003–2005: Anette Berg
- 1995–2003: Kirsten Harms
- 1990–1995: Peter Dannenberg
- 1985–1990: Volkmar Clauss
- 1978–1985: Horst Fechner
- 1976–1977: Claus H. Henneberg
- 1963–1976: Joachim Klaiber

## Generalmusikdirektoren seit 1948
- seit 2019: Benjamin Reiners
- 2003–2019: Georg Fritzsch
- 1998–2003:  Ulrich Windfuhr
- 1995–1998:  Walter Gugerbauer
- 1987–1995: Klauspeter Seibel
- 1985–1987:  Hans Zanotelli
- 1981–1985:  Klaus Weise
- 1976–1981:  Walter Gillessen
- 1972–1976:  Klaus Tennstedt
- 1969–1972:  Hans Zender
- 1966–1969:  Gerhard Mandl
- 1963–1966:  Peter Ronnefeld
- 1959–1963:  Niklaus Aeschbacher
- 1950–1959:  Georg C. Winkler
- 1948–1950:  Paul Belker